# Vitez (BiH)
Vitez je općina u Županiji Središnja Bosna, BIH.

## Zemljopis
Općina Vitez se nalazi u geografskom središtu Bosne i Hercegovine. Vitez je smješten u središnjem dijelu doline rijeke Lašve, koja se proteže od jugoistočnih padina planine Vlašić do Busovače. Ova se dolina formirala na visini od 390 do 480 metara nadmorske visine. Od sutjeske Lašve poslije Travnika, pa do sutjeske prije Kaonika, Lašvansko polje dugo je oko 17 km, a širina mu je različita i iznosi prosječno 3 km. Vitez je udaljen od Sarajeva 80 km, a od Zenice 12 km. Najniže naseljeno mjesto, i to uže gradsko područje, nalazi se na nadmorskoj visini od 415 metara, a najviše viteško naselje, Zaselje, nalazi se na oko 700 metara nadmorske visine. 

### Klima
Klima je izrazito kontinentalna. Temperatura se zimi spušta i do -28 stupnjeva Celzijevih, a ljeti dostiže i do +36 stupnjeva Celzijevih. Ljeta su topla i suha, zime jake i često s obilnim padalinama.

## Stanovništvo

### Popisi 1971. – 1991.
| Stanovništvo općine Vitez |                  |                  |                  |
| godina popisa             | 1991.            | 1981.            | 1971.            |
| Hrvati                    | 12.675 (45,49 %) | 11.131 (46,06 %) | 10.196 (49,42 %) |
| Muslimani                 | 11.514 (41,32 %) | 9911 (41,01 %)   | 8527 (41,33 %)   |
| Srbi                      | 1501 (5,38 %)    | 1439 (5,95 %)    | 1502 (7,28 %)    |
| Jugoslaveni               | 1377 (4,94 %)    | 1229 (5,08 %)    | 178 (0,86 %)     |
| ostali i nepoznato        | 792 (2,84 %)     | 456 (1,88 %)     | 225 (1,09 %)     |
| ukupno                    | 27.859           | 24.166           | 20.628           |

#### Vitez (naseljeno mjesto), nacionalni sastav
| Vitez              |                |                |                |
| godina popisa      | 1991.          | 1981.          | 1971.          |
| Muslimani          | 2647 (36,76 %) | 2002 (35,98 %) | 1452 (40,29 %) |
| Hrvati             | 2607 (36,20 %) | 1979 (35,56 %) | 1446 (40,13 %) |
| Srbi               | 741 (10,29 %)  | 715 (12,85 %)  | 488 (13,54 %)  |
| Jugoslaveni        | 937 (13,01 %)  | 771 (13,85 %)  | 121 (3,35 %)   |
| ostali i nepoznato | 268 (3,72 %)   | 97 (1,74 %)    | 96 (2,66 %)    |
| ukupno             | 7.200          | 5.564          | 3.603          |

### Popis 2013.
| Stanovništvo općine Vitez |                  |
| godina popisa             | 2013.            |
| Hrvati                    | 14.350 (55,54 %) |
| Bošnjaci                  | 10.513 (40,69 %) |
| Srbi                      | 333 (1,29 %)     |
| ostali i nepoznato        | 640 (2,48 %)     |
| ukupno                    | 25.836           |

| Vitez – naseljeno mjesto |                |
| godina popisa            | 2013.          |
| Hrvati                   | 3912 (61,81 %) |
| Bošnjaci                 | 2096 (33,12 %) |
| Srbi                     | 201 (3,18 %)   |
| ostali i nepoznato       | 120 (1,90 %)   |
| ukupno                   | 6.329          |

## Naseljena mjesta
Općinu Vitez sačinjavaju sljedeća naseljena mjesta:
Ahmići, 
Bila, 
Brdo, 
Bukve, 
Divjak, 
Donja Večeriska, 
Dubravica, 
Gaćice, 
Gornja Večeriska, 
Jardol, 
Kratine, 
Krčevine, 
Krtine, 
Kruščica, 
Lupac, 
Ljubić, 
Mali Mošunj, 
Nadioci, 
Pirići, 
Počulica, 
Preočica, 
Prnjavor, 
Putkovići, 
Rijeka, 
Sadovače, 
Sivrino Selo, 
Šantići, 
Tolovići, 
Veliki Mošunj, 
Vitez, 
Vraniska, 
Vrhovine, 
Zabilje i 
Zaselje.

## Povijest
Vitez kao grad nastaje poslije Drugog svjetskog rata, kad ovo naselje doživljava svoj puni procvat. Prapovijest viteškog kraja započinje već u mlađem kamenom dobu, neolitiku. Prva naselja iz ovog razdoblja pripadala su poznatoj butmirskoj kulturnoj grupi, dok su arheološkim ispitivanjima pronađena i naselja iz brončanog doba.
S Ilirima kao autohtonim stanovništvom, te s Rimljanima koji početkom naše ere osvajaju balkanske prostore i viteški, odn. lašvanski kraj, ulazi u povijesno razdoblje i pod višestoljetni utjecaj rimske antičke civilizacije. Po sačuvanim ostacima vidi se da je ovaj kraj u antičko doba bio dobro naseljen i da već tada nastaju prva gradska naselja na ovom prostoru. 
O velikoj seobi naroda od 4. do 7. stoljeća ovdje nemamo nikakvih svjedočanstava osim po koji komad zemljane posude, nađen na ilirskim ili rimskim kućištima. 
Kasnije se spominje kao dio Donjih Kraja, a od sredine 13. stoljeća i osnivanja banovine Slavonije, se dovodi u vezu s banovinom u Bosni. U pisanim se povijesnim spomenicima župa Lašva spominje za vlasti bana Mateja Ninoslava (1232. – 1250.) i to u jednoj povelji ugarsko-hrvatskog kralja Bele IV. od 20. travnja 1244. godine.
U vrijeme bana Stjepana Kotromanića izvršen je popis samostalne bosanske vikarije koja se tada dijelila na 7 okruga i tom prilikom se u tom okrugu navode franjevački samostani u Sutjeski, Visokom, Olovu i Lašvi. U svojoj povelji od 12. ožujka 1380. godine kralj Tvrtko I. daruje knezu Hrvoju Vukčiću Hrvatiniću naslov velikog vojvode i uz to tri sela u župi Lašvi: Trebušu, Lupnicu i Bilu. 
Godine 1463. bosanska kraljevina pada pod osmansku vlast. Gine i posljednji bosanski kralj Stjepan Tomašević, te započinje prihvaćanje islama jednoga dijela kršćanskog stanovništva. Turski putopisac Evlija Čelebija tri puta spominje Vitez kao kasabu, ali ne daje nikakve druge podatke. U tadašnjoj nahiji Lašve 1528. godine spominje se Mošunj, Preočica, Zaselje, a Večeriska se spominje još 1469. godine. Polovicom 17. stoljeća postojala je i redovita pošta Travnik-Carigrad, pa je u Vitezu pored hanova morala postojati i poštanska postaja za izmjenu brzih tatarskih konja. Prema opisu austrijskog časnika Božića iz 1785. godine hanovi su se nalazili u Vitezu i Biloj, a za Vitez je rekao da ima 18 kuća. Početkom 19. stoljeća Ivan Franjo Jukić naziva Vitez čas selom, čas varošicom.
Područje Središnje Bosne obuhvaćeno je velikosrpskim teritorijalnim pretenzijama prema prema planu Krajina-92 Banjolučkog korpusa JNA. Po njemu su ciljali zauzeti Jajce, Bugojno, Travnik i Kotor Varoš te Usoru i Žepče radi spajanja Teslića i uporišta na Ozrenu. Srednjobosanske hrvatske snage u toj su najosjetljivijoj fazi rata bile ključne u zaustavljanju srpskih paravojnih snaga na Komaru, Mravinjcu i Vlašiću. Tada je muslimansko vodstvo u Sarajevu mimo Hrvata radilo na aranžmanu s tzv. JNA pokušavajući ju pretvoriti u nekakvu vojsku BiH. Od travnja 1992. godine pripadnici srpskih paravojnih snaga i tzv. JNA napadaju civilno pučanstvo Općine Travnika i ostale prostore Središnje Bosne. Zborno područje HVO Vitez na proljeće 1992. godine oslobodio je bez borbe vojarnu u Busovači i drugdje po Srednjoj Bosni (Travnik, Novi Travnik, Kiseljak, Vitez). Tek su za skladište oružja u Slimenima kod Travnika poduzeli oružanu akciju, pri čemu su poginula dvojica pripadnika HVO Vitez, a JNA je za osvetu iz zrakoplova raketirala Busovaču. Hrvati su uspostavili obranu. Travnička brigada HVO-a i pripadnici postrojbi Zbornog područja HVO-a Vitez uspostavili su obrambene crte na padinama Vlašića u dužini od 60 kilometara.

## Gospodarstvo
Nakon Drugog svjetskog rata i uspostave nove vlasti na području općine djeluju poduzeća drvne industrije, industrije građevinskog materijala i šumarstva, dok veliki dio stanovništva živi od poljoprivrede, odn. stočarstva. Tvornica za impregnaciju drveta u Vitezu je dugo vremena radila u sastavu državnih željeznica. Od 1952. godine poslovala je kao samostalna privredna organizacija, a od 1962. godine poduzeće "Impregnacija" posluje u sastavu ŠIP Sebešić kao jedan od pogona za preradu drveta. Obuhvaća postrojenja za impregnaciju drveta kapaciteta oko 36.000 m³ i pilanu kapaciteta do 50.000 m³ drveta godišnje. 
Razvoj Viteza u periodu socijalističke Jugoslavije vezan je uz kemijsku industriju. Naime, 3. srpnja 1950. godine, rješenjem predsjednika Vlade FNRJ osnovano je u Vitezu poduzeće "202", koje je kasnije dobilo naziv Poduzeće kemijske industrije "Slobodan Princip Seljo". U pogonima ovoga poduzeća proizvode se namjenski proizvodi, raketni baruti, flegmatizatori, antifriz, zatim privredni eksplozivi i štapin, a formira se i treća proizvodna jedinica ("Sintevit") čiji su proizvodni programi PVC-granulati, ekstruzija i prerada od PVC materijala, izrada ambalaže i ostalih proizvoda od visokotlačnog polietilena, ploča od termoplasta i sl.

U toj tvornici je proizveden jedan od najpoznatijih eksploziva u ovom dijelu Europe. Nazvan je po nazivu grada, "Vitezit". To je pak bio običan eksploziv kao i svi drugi, ali mu se je dodalo željezova(III) oksida 20 % i tako je postajao crvene boje i bio je prodorne snage.
Važna su i privatna poduzeća koja se pojavljuju koncem osamdesetih godina. Među tim poduzećima najbrži razvoj bilježi PP "Rajković" koje prerasta u danas poznatu i renomiranu tvrtku "Economic" d.o.o. Među privatnim poduzećima veliki značaj ima i građevinsko poduzeće "Horizont" vlasnika Mirka Bobaša. Poduzeće "FIS" je jedno od najpoznatijih u prometu roba široke potrošnje. Danas je općina Vitez, prema svim procjenama jedna od narazvijenijih općina na području države, a stanovništvo iz svih krajeva države svakodnevno dolazi u kupnju u neki od mnogobrojnih poslovnih objekata poznatih širom zemlje.
Poduzeće Kristal vodeće je poduzeće u staklarskoj industriji BiH i šire.

## Poznate osobe
- Davor Badrov, hrvatski pjevač
- Mario Čerkez, hrvatski vojni zapovjednik tijekom rata,
- Jozo Garić, banjolučki biskup
- Željko Kocaj, hrvatski književnik
- Darko Kraljević, časnik tijekom rata
- Jozo Križanović, hrvatski član Predsjedništva Bosne i Hercegovine
- Ankica Oprešnik, srbijanska slikarica
- Saša Skenderija, hrvatski pjesnik

## Spomenici i znamenitosti
- Sveta gora Kalvarija u Mošunju
- Ahmed-Agina džamija u Vitezu
- Crkva sv. Jurja u Starom Vitezu
- Samostan sv. Augustina Družbe Kćeri Božje Ljubavi[6]
- Samostan sv. Josipa u Vitezu Družbe Kćeri sestara Služavki Malog Isusa[7][8]
- Spomen obilježje žrtvama pokolja u Križančevom Selu
- Spomen obilježje žrtvama pokolja u Ahmićima;
- Spomenik poginuloj hrvatskoj djeci za vrijeme sukoba između Armije BIH i HVO-a.
- Spomenik na mjestu bivšeg Koncentracijskog logora u Kruščici
- Spomenik sv. Ane i spomenik svim hrvatskim braniteljima u Jardolu

- Crkva sv. Jurja mučenika
- Džamija u Šantićima
- Spomenik žrtvama pokolja u Križančevu selu
- Ivo Josipović odaje počast žrtvama u Ahmićima

## Odgoj i obrazovanje
Na području Općine Vitez nalaze se škole:
- OŠ "Vitez"
- OŠ "Dubravica"
- OŠ "Bila"
- SŠ "Vitez"
- MSŠ "Vitez"
- Centar za osobe s posebnim potrebama "Sveti Rafael", pod upravom Sestara Služavki Malog Isusa[8]
- Dječji vrtić "Sveti Rafael", pod upravom Sestara Služavki Malog Isusa

## Socijalne ustanove
- Dom za stare i nemoćne osobe sv. Josip, pod upravom Družbe sestara Služavki Maloga Isusa[9]

## Kultura
- Gradsko kazalište mladih Vitez
- Hip-hop skupina „Stuff & Crack”
- HKUD Topala Nadioci
- Kulturno društvo Bošnjaka „Preporod”
- Ogranak HKD Napredak u Vitezu
- Ogranak Matice hrvatske u Vitezu[10]
- Udruga „Volim Vitez”
- Udruga umjetnika općine Vitez „ARTIST”
- Udruga mladih „Enter”
- Vokalna skupina „Viteški Akordi”

## Mediji
- Radio Vitez
- Vitez.info
- Total Vitez
- Viteški.portal

## Šport
- nogomet:
  - NK Vitez
  - FK Vitez
  - NK Ecos Vitez
  - NK Rijeka Vitez
  - NK Jardol PC 96
  - NK Šantići
- ostalo:
  - RK Vitez
  - Karate klub Mladost Vitez
  - HKK Vitez Economic
  - STK CM Vitez
  - KK Vitez
  - Judo klub Vitez
  - Športski plesni centar Let's dance forever Vitez
  - Rugby klub Vitez
  - Atletic Klub Vitez
  - Škola košarke "Prvi koš", Stara Bila

3x3 Basket Vitez poznat i kao Ecos Romari Streetball 3×3 održava se od 2015.

## Vanjske poveznice
- Službena stranica općine Vitez
- Vitez.info – Informativni portal
- Župa Vitez  Arhivirana inačica izvorne stranice od 23. svibnja 2010. (Wayback Machine)